# Mexicana Universal Guerrero
Mexicana Universal Guerrero (hasta 2016 llamado Nuestra Belleza Guerrero) es un concurso a nivel estatal en Guerrero, México, que selecciona a la representante estatal rumbo al certamen nacional Mexicana Universal (antes llamado Nuestra Belleza México), aspirando así a representar al país a nivel internacional en alguna de las plataformas que se ofrecen.
La organización estatal ha logrado los siguientes resultados desde 1994:
- 1.ª Finalista: 1 (2022)
- 3.ª Finalista: 1 (2017)
- 4.ª Finalista: 1 (1995)
- Top 10/11/12: 1 (2004)
- Top 20/21: 1 (2018)
- Sin clasificación: 23 (1994, 1996, 1997, 1998, 1999, 2000, 2001, 2002, 2003, 2005, 2006, 2007, 2008, 2009, 2010, 2011, 2012, 2013, 2014, 2015, 2016, 2019, 2021)
- Ausencias: 11 (2000, 2001, 2002, 2005, 2007, 2011,2014, 2015, 2016, 2019, 2021)

## Reinas Titulares
A continuación se presentan los nombres de las ganadoras anuales de Mexicana Universal Guerrero, enumeradas en orden ascendente, así como los resultados obtenidos durante el certamen nacional de Mexicana Universal. Así mismo se destacan en algún color las reinas estatales que representaron al país en alguna franquicia actual o que tuvo la organización nacional a través de los años.
| Franquicias actuales: - Compitió en Miss International. - Compitió en Miss Grand International. - Compitió en Miss Charm. - Compitió en Reina Hispanoamericana. - Compitió en Miss Orb International. - Compitió en Nuestra Latinoamericana Universal. | Antiguas franquicias: - Compitió en Miss Universe. - Compitió en Miss World. - Compitió en Miss Continente Americano. - Compitió en Miss Costa Maya International. - Compitió en Miss Atlántico Internacional. - Compitió en Miss Verano Viña del Mar. - Compitió en Reina de la Atlantida. - Compitió en Reina Internacional del Café. - Compitió en Reina Internacional de las Flores. - Compitió en Señorita Continente Americano. - Compitió en Nuestra Belleza Internacional. |

| Año                                                                       | Reina Titular                                                                           | Originaria                                                                              | Clasificación                                                                           | Premio Especial                                                                         | Notas |
| 2025                                                                      |                                                                                         |                                                                                         |                                                                                         |                                                                                         | |
| 2024                                                                      | Debido a cambios en las fechas del certamen nacional, no hubo elección estatal este año | Debido a cambios en las fechas del certamen nacional, no hubo elección estatal este año | Debido a cambios en las fechas del certamen nacional, no hubo elección estatal este año | Debido a cambios en las fechas del certamen nacional, no hubo elección estatal este año | Debido a cambios en las fechas del certamen nacional, no hubo elección estatal este año |
| 2023                                                                      | Norma Lizeth Gochicoa Basurto                                                           | Acapulco                                                                                | Por Competir                                                                            |                                                                                         | - Compitió en Miss Guerrero 2018 |
| 2022                                                                      | Andrea Díaz Farill                                                                      | Acapulco                                                                                | 1.ª Finalista                                                                           | -                                                                                       | - Miss Model of the World México 2018 - Miss Model of the World Guerrero 2018 |
| 2021                                                                      | No se envió candidata este año                                                          | No se envió candidata este año                                                          | No se envió candidata este año                                                          | No se envió candidata este año                                                          | No se envió candidata este año |
| 2020                                                                      | Debido a la contingencia por la pandemia Covid-19, no hubo elección estatal este año    | Debido a la contingencia por la pandemia Covid-19, no hubo elección estatal este año    | Debido a la contingencia por la pandemia Covid-19, no hubo elección estatal este año    | Debido a la contingencia por la pandemia Covid-19, no hubo elección estatal este año    | Debido a la contingencia por la pandemia Covid-19, no hubo elección estatal este año |
| 2019                                                                      | No se envió candidata este año                                                          | No se envió candidata este año                                                          | No se envió candidata este año                                                          | No se envió candidata este año                                                          | No se envió candidata este año |
| 2018                                                                      | Cristal Ivete Rodríguez Urquiza                                                         | Cutzamala                                                                               | Top 20                                                                                  | -                                                                                       | - Compitió en La Flor más Bella del Campo 2017 - La Flor más Bella de Guerrero 2017 - Miss Belleza Turismo México 2016 - Miss Belleza Turismo Guerrero 2016 - Señorita Tierra Caliente 2015 |
| 2017                                                                      | María Guadalupe Valero Catalán                                                          | Iguala                                                                                  | 3.ª Finalista                                                                           | -                                                                                       | - 2.ª Finalista en Nuestra Belleza Latina 2021 - Top 16 en Miss Earth México 2016 - Miss Earth Guerrero 2016 - Reina de la Bandera 2014                                                     |
| Hasta el año 2016 el titulo estatal fue nombrado Nuestra Belleza Guerrero |                                                                                         |                                                                                         |                                                                                         |                                                                                         | |
| 2016                                                                      | No se envió candidata este año                                                          | No se envió candidata este año                                                          | No se envió candidata este año                                                          | No se envió candidata este año                                                          | No se envió candidata este año |
| 2015                                                                      | Susana Rentería González (Renunció)                                                     | Acapulco                                                                                | No Compitió                                                                             | -                                                                                       | - 1.ª Finalista en Miss F1 México 2015 - Primera México-cubana nacida en Guerrero |
| 2014                                                                      | Estephany García Veléz (Renunció)                                                       | Acapulco                                                                                | No Compitió                                                                             | -                                                                                       | - |
| 2013                                                                      | Barbara Mariel Pozos Morales                                                            | Acapulco                                                                                | -                                                                                       | -                                                                                       | - |
| 2012                                                                      | Fátima Paloma Hernández Carpio                                                          | Coyuca de Benítez                                                                       | -                                                                                       | -                                                                                       | - 1.ª Finalista en Miss Guerrero 2021 - Reina de los Clavadistas 2012 - Reina de la Expo-Feria de la Palmera 2010                                                                           |
| 2011                                                                      | No se envió candidata este año                                                          | No se envió candidata este año                                                          | No se envió candidata este año                                                          | No se envió candidata este año                                                          | No se envió candidata este año |
| 2010                                                                      | Suslim Patrón Jiménez                                                                   | Chilpancingo                                                                            | -                                                                                       | -                                                                                       | - 1.ª Finalista en Srita. Flor de Noche Buena 2009 |
| 2009                                                                      | Ana Rosa Manrique Aguirre                                                               | Tlapehuala                                                                              | -                                                                                       | -                                                                                       | - |
| 2008                                                                      | Natali Bastidas García                                                                  | Acapulco                                                                                | -                                                                                       | -                                                                                       | - |
| 2007                                                                      | No se envió candidata este año                                                          | No se envió candidata este año                                                          | No se envió candidata este año                                                          | No se envió candidata este año                                                          | No se envió candidata este año |
| 2006                                                                      | Cinthia Valle Vidal                                                                     | Acapulco                                                                                | -                                                                                       | -                                                                                       | - |
| 2005                                                                      | No se envió candidata este año                                                          | No se envió candidata este año                                                          | No se envió candidata este año                                                          | No se envió candidata este año                                                          | No se envió candidata este año |
| 2004                                                                      | Priscila Avellaneda Padilla                                                             | Acapulco                                                                                | Top 10                                                                                  | -                                                                                       | - |
| 2003                                                                      | Lilian Cepeda Martínez                                                                  | Iguala                                                                                  | -                                                                                       | -                                                                                       | - |
| 2002                                                                      | No se envió candidata este año                                                          | No se envió candidata este año                                                          | No se envió candidata este año                                                          | No se envió candidata este año                                                          | No se envió candidata este año |
| 2001                                                                      | No se envió candidata este año                                                          | No se envió candidata este año                                                          | No se envió candidata este año                                                          | No se envió candidata este año                                                          | No se envió candidata este año |
| 2000                                                                      | No se envió candidata este año                                                          | No se envió candidata este año                                                          | No se envió candidata este año                                                          | No se envió candidata este año                                                          | No se envió candidata este año |
| 1999                                                                      | Alejandra López Duchesneau                                                              | Acapulco                                                                                | -                                                                                       | -                                                                                       | - |
| 1998                                                                      | Paulina Crofton Nadal †                                                                 | Acapulco                                                                                | -                                                                                       | -                                                                                       | - Segunda México-libanesa nacida en Guerrero - Murió en el año 1999 |
| 1997                                                                      | Carla Coral López Solís                                                                 | Chilpancingo                                                                            | -                                                                                       | -                                                                                       | - |
| 1996                                                                      | Nancy Karina Bejar Bernal                                                               | Chilpancingo                                                                            | -                                                                                       | -                                                                                       | - Primera México-libanesa nacida en Guerrero |
| 1995                                                                      | Karla Patricia González López                                                           | Acapulco                                                                                | 4.ª Finalista                                                                           | -                                                                                       | - |
| 1994                                                                      | Liliana Abaroa Caso                                                                     | Acapulco                                                                                | -                                                                                       | -                                                                                       | - |